# François Perigot
Pour les articles homonymes, voir Périgot.
François Perigot, né le 12 mai 1926 à Lyon et mort le 7 janvier 2022, est un chef d'entreprise, homme d'affaires et syndicaliste français. Il est président du CNPF entre 1986 et 1994, président du MEDEF international de 1997 à 2005 et PDG du Groupe Unilever France.

## Carrière
Il est diplômé d'études supérieures de droit et de l'Institut d'études politiques de Paris.
Président-directeur général (PDG) de Thibaud Gibbs et Compagnie de 1968 à 1970, il prend ensuite les fonctions de PDG du Groupe Unilever en Espagne, puis PDG du Groupe Unilever en France, président de la Compagnie du plâtre de 1986 à 1998, il est vice-président, puis président de l'Union des confédérations de l'industrie et des employeurs d'Europe (UNICE) de 1988 à 1998. Il est, par ailleurs président de l'Institut de l'entreprise de 1983 à 1986.
Fin 1986, le patron d’Unilever-France, François Perigot, succède à Yvon Gattaz comme président du Conseil national du patronat français (CNPF) avec l'appui de Michel Maury-Laribière, dont il fera son premier vice-président. Son arrivée se fait dans un contexte politique plus favorable, marqué par l’arrivée de la droite au pouvoir et sa politique de privatisations. Le cinquième président du CNPF axe son action sur l’ouverture aux marchés extérieurs - notamment européens - et sur l’entrée des jeunes dans la vie active.
Durant ses deux mandats à la tête du CNPF, François Perigot cherche à doter l'organisation patronale d’une visibilité internationale. « À la tête du CNPF, Paul Huvelin avait apporté de la modernité, François Ceyrac de l’autorité, Yvon Gattaz de la pugnacité, François Perigot y ajoute de l’espace, afin d’internationaliser l’économie française ».
En 1989, il participe à la création du CNPF International. Mais l’unité du front patronal se fissure. La crise économique du début des années 1990 exacerbe les tensions et les conflits d’intérêt au sein du CNPF.
- Membre du Comité directeur de la Chambre de commerce internationale de 1987 à 1989.
- Membre du Conseil économique et social de 1989 à 1999.
- Président du MEDEF International de 1997 à 2005.
- Président de la Chambre de commerce franco-néerlandaise de 1996 à 2002.
- Président de l'Organisation internationale des employeurs de 2001 à 2006[3].
- Il est président d'honneur du MEDEF et du MEDEF international depuis 2005.

En 2004, François Perigot, membre de la Commission mondiale sur la dimension sociale de la mondialisation, établie par l’OIT (Organisation internationale du travail), évoque le besoin d’une « refondation éthique du capitalisme », soulignant ainsi que les déséquilibres mondiaux auxquels donnait lieu un modèle de mondialisation basé sur la croyance que le marché peut tout résoudre étaient « inacceptables sur le plan éthique et intenables sur le plan politique ».
En 2010, il anime un petit groupe de réflexion, le « groupe Perigot » au sein du réseau des Entrepreneurs et dirigeants chrétiens (EDC) composé de directeurs exécutifs d’entreprises à vocation mondiale (sous l’autorité spirituelle de Frère Samuel), sur l’exercice personnel de ce type de responsabilité et sur la réflexion poursuivie dans l’organisation patronale à tous les niveaux sur « comment comprendre et appliquer le message social de l’Église, dans une démarche de chrétiens soucieux de se conduire comme tels ». Cette réflexion s’attache à essayer de comprendre le message général que l’Église adresse, à travers l’encyclique « Caritas in veritate », à tous les responsables économiques, quelle que soit la forme juridique dans laquelle se situe leur action et singulièrement l’économie de marché dont l’adéquation avec le message pontifical repose très largement sur les valeurs et le comportement des dirigeants.
Il meurt le 7 janvier 2022, à l'âge de 95 ans.

## Autres mandats sociaux
François Perigot est ou a été :
- Administrateur d'OENEO (Site Internet)
- Administrateur de Marine Wendel
- Administrateur d'Astra Calvé
- Administrateur de Lever
- Administrateur de CDC Participations
- Administrateur de Radoux (Site Internet)
- Administrateur Unilever France Holdings
- Administrateur de Sodexho Alliance

## Jetons de présence
En tant que membre du conseil d'administration de Sodexho Alliance, François Perigot a touché 36 100 euros en 2005-2006 et 40 700 euros en 2006-2007.

## Distinctions
- Commandeur de la Légion d'honneur (France)[10]
- Commandeur de l'ordre du Mérite de la République de Pologne (Pologne)
- Grand officier de l'ordre de la République (Tunisie)
- Commandeur de l'ordre royal de l'Étoile polaire (Suède)
- Commandeur de l'ordre d'Orange-Nassau (Pays-Bas)
- Commandeur de l'ordre de l'Aigle aztèque (Mexique)
- Croix de commandeur de l'ordre du Mérite de la République fédérale d'Allemagne (Allemagne)
- Commandeur de l'ordre de Léopold (Belgique)
- Commandeur de l'ordre du Ouissam alaouite (Maroc)
- Grand-croix du Mérite civil (Espagne)

## Divers
- Selon plusieurs sites appartenant au courant altermondialiste, François Perigot aurait été invité à au moins une réunion du groupe Bilderberg, à la villa d'Este, en Italie, entre les 24-26 avril 1987[11].
- En 1998, François Perigot publie un rapport « Les relations entre l'Union européenne et les pays méditerranéens : quel rôle pour la France ? » pour le Conseil économique et social.